# Hippotion thyelia
Hippotion thyelia är en fjärilsart som beskrevs av Moore 1857. Hippotion thyelia ingår i släktet Hippotion och familjen svärmare. Inga underarter finns listade i Catalogue of Life.